# Luiz Roberto Borges
Luiz Roberto Borges (São Paulo, 13 de setembro de 1942 — , 13 de dezembro de 1993) foi o fundador, maestro titular e diretor artístico da Sociedade Pro-Musica Sacra em maio de 1970.

## Estudos
Borges realizou estudos fundamentais de Harmonia, regência, contraponto, fuga, instrumentação, orientado por H.J.Koellreutter, Roberto Schnorrenberg, David Machado, Simone Blech, e Diogo Pacheco.
Também orientou músicos como Joaquim Paulo do Espírito Santo, Alexandre Zilahi, entre outros.

## Trabalhos
Aos 22 anos, Borges tornou-se o regente mais jovem da Orquestra Sinfônica de São Paulo.
De 1965 a 1969, regeu o Madrigal das Arcadas, coro criado por estudantes da Faculdade de Direito da USP (conhecida como Casa das Arcadas, situada no Largo São Francisco, São Paulo). Apresentava um repertório amplo e variado, de música sacra e profana, com peças da Idade Média e Renascença até a época contemporânea, algumas em estreia mundial. O coro participou do  1º Festival Pan-Americano de Corais de Porto Alegre, em 1970, e dos Festivais de Inverno de Ouro Preto e de Campos do Jordão, em 1970 e 1971
Borges foi fundador, em 1970, de um dos grupos autônomos mais antigos de São Paulo, a Sociedade Pró-Música Sacra, que, como diz o nome, dedica-se exclusivamente ao repertório sacro nacional e estrangeiro, mas não tem vínculos com a Igreja Católica. O coral, formado por 40 pessoas entre 25 e 70 anos, foi criado em 1970 por Luiz Roberto Borges, morto no início dos anos 90.
Com a Sociedade Pro-Musica Sacra desenvolveu e apresentou em salas de concerto e igrejas dezenas de obras importantes da vasta literatura coral sinfônica. Também tornou-se regente do Madrigal das Arcadas, do Movimento Villa-Lobos, na cidade de São Carlos. Ofereceu concertos com a orquestra Filarmônica de São Paulo, Orquestra Sinfônica do Estado de São Paulo, Orquestra Sinfônia Municipal, Sinfônica Jovem, e Conjunto de Metais de São Paulo.
Participou da estréia em São Paulo da "Missa a quatro vozes", das "Vespro dela Beata Virgine" de Claudio Monteverdi. Teve a crédito  o "Te Deum", a "Missa de Requiem", a Missa em Fá menor de Anton Bruckner, a "Missa Nelson" ("Nelsonmesse"), o oratório "A Criação do Mundo" de Joseph Haydn , o "Requiem" K.V.626, a "Missa da Coroação" K.V.317, a Grande Missa em Do menor K.V.427, de W.A. Mozart; a Missa em Do Maior, op. 86, e a  IX Sinfonia de Beethoven; a Missa em Sol Maior de Schubert, "Ein Deutsches Requiem" op.45 de Brahms ; Paixões Segundo São João e São Mateus de J.S. Bach, cantatas BWV 71, 78, 80, 169, 170, os oratórios "Messias", "Israel no Egito" de Händel, "Elias" de Mendelssohn, o "Gloria" em Ré Maior de Vivaldi, a rarissima e importante "Missa Solemnis" de Sigismund Neukomm; a estréia mundial da cantata "In Nativitate Domini" de Amaral Vieira no Festival Internacional de Inverno de Campos do Jordão; obras de Padre José Maurício Nunes Garcia (quem ele estava estudando quando faleceu); Sinfonia n1 em Ré Menor de João Domingos Bomtempo, Serenata em Ré Maior op.11, de Brahms, etc.
Borges criou o Festival de Corais da Sociedade Pró Música Sacra em 1972, que se repetiu durante décadas.
Borges também regeu a Orquestra Sinfônia Municipal, a Orquestra Filarmônica de São Paulo, o Conjunto de Metais da Cidade de São Paulo , o Madrigal das Arcadas, entre outros.
Apresentou-se na Radio e Televisão Cultura (RTC) em 1981 participando do Especial Semana Santa, regendo o Oratório Israel no Egito, de Hãndel..
Respeitado na área de canto coral, Borges também participou da banca de teste para o Coral do Estado de São Paulo, junto com outros músicos célebres, como a cantora Martha Herr e o maestro Roberto Schnorremberg. Neste ano de 1981, houve uma polêmica ligada à decisão final que aparentemente não levou em conta o resultado da banca..

## Profissão e hobbies
Enquanto desenvolvia sua carreira de músico, trabalhou como advogado na Villares, na "Danneman, Siemsen, Felsberg e Borges", sendo também membro do Comitê de Legislação da Câmara Americana de Comércio para o Brasil.<ref>O Estado de S. Paulo 14 de março de 1987 p.18.</ref>. Foi especializado em questões internacionais ligadas a marcas e patentes, escrevendo artigos sobre o assunto.. Foi vice-presidente da Associação Brasileira de Propriedade Industrial até o ano de seu falecimento..
Foi também considerado um dos melhores enxadristas brasileiros da década de 60 e 70 , participando de vários torneios de nível nacional e paulistano e tendo sido campeão do Estado de São Paulo.
Em 28 de março de 1994 foi criado pelo Clube Atlético Paulistano o Torneio Memorial Luiz Roberto Borges, em sua homenagem.

## Prêmios
Em 1991 seu coral Pró-Música Sacra ganhou o Prêmio APCA  (Associação Paulista de Críticos de Arte) de Melhor Conjunto Coral, e  Regente Coral pela execução da gigantesca Missa em Si menor, BWV 232, de J.S.Bach no Memorial da America Latina em 1990.

## Reconhecimento
Logo após sua morte em 1993, em sua homenagem, deu-se o nome de Maestro Luiz Roberto Borges a uma rua em São Paulo: Rua Maestro Luiz Roberto Borges.